# Emma di Normandia
Emma di Normandia (chiamata Ælfgifu nei documenti reali anglosassoni; 985 circa – Winchester, 14 marzo 1052) è stata una regina normanna.
È stata per due volte regina consorte di Inghilterra, prima come seconda moglie di Etelredo II d'Inghilterra e poi come seconda moglie di Canuto il Grande. Due suoi figli, uno per ogni marito e due figliastri, anch'essi uno per ogni marito, divennero re d'Inghilterra, così come il suo pronipote Guglielmo il Conquistatore. Fu anche regina madre di Danimarca (un figlio fu re di Danimarca) e regina madre di Norvegia (un figliastro fu re di Norvegia)

## Origine
Emma, sia secondo il monaco e cronista normanno Guglielmo di Jumièges nella sua Historiæ Normannorum Scriptores Antiqui, che secondo il cronachista priore dell'abbazia di Bec e sedicesimo abate di Mont-Saint-Michel Roberto di Torigni nella sua Chronique, era figlia di Riccardo I Senza Paura, dal titolo nobiliare scandinavo jarl, dei Normanni e conte di Rouen, e della moglie Gunnora (950-5 gennaio 1031), della quale non si conoscono i nomi degli ascendenti, ma comunque di nobile famiglia di origine vichinga (nobilissima puella Danico more sibi iuncta) (Gunnor ex nobilissima Danorum prosapia ortam).
Riccardo I Senza Paura era figlio naturale di Guglielmo I Lungaspada, jarl dei Vichinghi e conte di Rouen, in precedenza anche duca di Bretagna, e della sua sposa, Sprota, che, secondo i Flodoardi Annales era bretone  di alto lignaggio, come ci informa il cronista normanno decano della collegiata di San Quintino, Dudone di San Quintino.

## Biografia

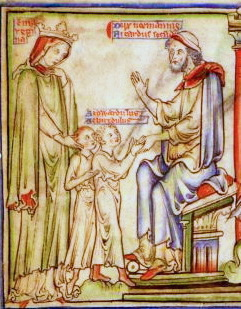
Emma con i figli Edoardo il Confessore e Alfred Aetheling e il fratello Riccardo II di Normandia

Secondo il cronista Guglielmo di Jumièges, il padre di Emma, Riccardo I, morì a Fécamp il 20 novembre 996 per cause naturali. Orderico Vitale afferma che a Riccardo I succedette il figlio Riccardo II il Buono. Nei primi anni di governo Riccardo II dovette respingere un tentativo di invasione della penisola del Cotentin da parte del re d'Inghilterra Etelredo II, detto lo Sconsigliato. Per migliorare le relazioni con il regno d'Inghilterra, Riccardo II spinse affinché sua sorella Emma, nota come la «gemma dei Normanni» per la sua bellezza, sposasse re Etelredo II, come è attestato nella Chronica Albrici Monachi Trium Fontium. Secondo Enrico di Huntingdon, il fidanzamento avvenne nell'anno 1000 e il matrimonio seguì nel 1002. Etelredo II era figlio di Edgardo il Pacifico, re d'Inghilterra (959–977) e di Aelfthryth al suo secondo matrimonio, ed era vedovo della prima moglie, Ælfgifu di York. La Cronaca anglosassone riferisce che Emma di Normandia giunse in Inghilterra durante la quaresima del 1002. Alcuni storici ritengono che il matrimonio di Etelredo con Emma fosse nato da una strategia degli inglesi al fine di evitare una pericolosa invasione normanna. Essendo infatti il Ducato di Normandia un feudo del Regno di Francia, il principale obiettivo dei duchi era proprio l'Inghilterra, che, a quel tempo, era percorsa da faide tra baroni britannici.
La Cronaca anglosassone racconta che, a seguito dell'invasione danese dell'Inghilterra del 1013, quando si dimostrò palese la superiorità di Sweyn I di Danimarca, Etelredo con suoi uomini fedeli si imbarcò sulla flotta che teneva sul Tamigi e con la moglie e i loro figli maschi, Edoardo il Confessore e Alfred Aetheling, fuggirono in esilio in Normandia, e Riccardo II offrì loro ospitalità. Dopo la morte di Sweyn I di Danimarca, mentre Etelredo rientrò in Inghilterra, Emma rimase in Normandia con i figli. In Inghilterra, il regno era conteso tra Etelredo, Edmondo, suo figlio di primo letto, e Canuto, figlio di Sweyn. Nel 1016, Emma rimase vedova e il regno inglese fu spartito tra Edmondo e Canuto. Siccome Edmondo II morì in quello stesso anno, Canuto rimase l'unico re Inghilterra.
Canuto, ora re d'Inghilterra, richiese in moglie Emma. Secondo Guglielmo di Jumièges, il matrimonio fu celebrato secondo rito cristiano. I figli maschi di Emma e Etelredo, Edoardo il Confessore e Alfred Aetheling, invece rimasero in Normandia presso lo zio Riccardo II affinché li educasse. Nel 1018 Emma divenne anche regina consorte di Danimarca, quando Canuto, alla morte del fratellastro Aroldo I, si recò lì per prendere il trono. Nel 1028, Emma divenne anche regina consorte di Norvegia quando Canuto la conquistò con una flotta di 50 navi.
Nel 1035 Canuto morì e Emma rimase vedova per la seconda volta. Alla morte di Canuto, il trono inglese passò a Aroldo I, il figlio avuto da Ælfgifu di Northampton mentre quello danese passò a Canuto II, il figlio nato dal matrimonio con Emma.
Emma, che era rimasta a Winchester, fu raggiunta nel 1036 dai suoi figli, Edoardo e Alfred. Aroldo non gradì il ritorno dei due figli maschi; Alfred fu catturato da Godwin del Wessex, alleato di Aroldo, e fu accecato, morendo poco dopo a causa delle ferite. A questo punto, mentre Edoardo fuggì di nuovo in Normandia, Emma si rifugiò a Bruges nelle Fiandre, alla corte del conte Baldovino V di Fiandra.
Dopo la morte di Aroldo I, avvenuta nel 1040, il figlio di Emma e Canuto I, detto Ardicanuto, rientrò in Inghilterra e prese il trono con il nome di Canuto II. Fecero ritorno nell'isola anche Emma e suo figlio Edoardo. Alla morte di Canuto II, avvenuta due anni dopo, fu eletto re Edoardo il Confessore. Secondo lo storico britannico Frank Barlow, nel suo The Godwins: The Rise and Fall of a Noble Dynasty, Emma avrebbe tuttavia preferito sul trono inglese Magnus il Nobile, che era diventato re di Norvegia dopo la morte di Canuto I e re di Danimarca succedendo a Ardicanuto. A seguito di ciò, sempre secondo la Cronaca anglosassone, nel 1043 Emma fu privata di tutti i suoi domini e tutte le sue sostanze. La professoressa Pauline Stafford sostenne che Emma passò gli ultimi anni a Winchester, facendo una vita ritirata.
Secondo la Cronaca anglosassone Emma di Normandia, madre dei re Edoardo il Confessore e Ardicanuto, vedova di Etelredo II e Canuto I, morì il 14 marzo 1052.

## Influenza
Emma di Normandia potrebbe essersi sempre considerata come "seconda arrivata", rispetto alla prima moglie. In Inghilterra, per rispetto alla prima moglie di Etelredo, Aelfgifu, morta probabilmente di parto o per le complicazioni successive al travaglio, Emma venne chiamata con lo stesso nome, ma come mera sostituta. Nel matrimonio con Canuto la sua figura venne messa in ombra dalla moglie precedente, Aelfgifu di Northampton, sempre citata come Aelfgifu di Normandia. Entrambi i suoi due matrimoni la confinarono perciò nel ruolo della "seconda Aelfgifu", nome che era propensa ad abbandonare in favore dell'altro, Emma.
Nonostante il suo essere "seconda moglie", i suoi nobili matrimoni crearono comunque un forte legame tra l'Inghilterra e la Normandia, legame che avrebbe trovato il suo culmine nel 1066 con il suo pro-nipote Guglielmo il Conquistatore.

## Figli
Emma a Etelredo II diede tre figli:
- Goda[2] (deceduta prima del 1049), che sposò in prime nozze il Conte di Mantes e di Vexin, Dreux, e in seconde nozze Eustachio II di Boulogne.
- Edoardo il Confessore [2] (1005 - 1066), re d'Inghilterra.[30]
- Alfred Aetheling [2] (dopo il 1005 - 1036 [27])

Emma a Canuto I diede due figli :
- Canuto II [22] (1018 - 1042), re d'Inghilterra[29]
- Gunilde di Danimarca [22] (1020 - 18 luglio 1038), prima moglie di Enrico III il Nero, futuro imperatore.

## Ascendenza
|                          |   |                 | Genitori                  |  |  | Nonni |  |  | Bisnonni |  |  | Trisnonni            |  |
|                          |   |                 |                           |  |  |       |  |  | Rollone  |  |  | Ragnvald Eysteinsson |  |
|                          |   |                 |                           |  |  |       |  |  | Rollone  |  |  | Ragnvald Eysteinsson |  |
|                          |   | Ragnhilde       |                           |  |  |       |  |  | Rollone  |  |  |                      |  |
| Guglielmo I di Normandia |   |                 |                           |  |  |       |  |  | Rollone  |  |  |                      |  |
|                          |   | Poppa di Bayeux | Berengario II di Neustria |  |  |       |  |  |          |  |  |                      |  |
|                          |   | Poppa di Bayeux | Berengario II di Neustria |  |  |       |  |  |          |  |  |                      |  |
|                          |   | Poppa di Bayeux | …                         |  |  |       |  |  |          |  |  |                      |  |
| Riccardo I di Normandia  |   | Poppa di Bayeux |                           |  |  |       |  |  |          |  |  |                      |  |
|                          |   | …               | …                         |  |  |       |  |  |          |  |  |                      |  |
|                          |   | …               | …                         |  |  |       |  |  |          |  |  |                      |  |
|                          |   | …               | …                         |  |  |       |  |  |          |  |  |                      |  |
| Sprota                   |   | …               |                           |  |  |       |  |  |          |  |  |                      |  |
|                          |   | …               | …                         |  |  |       |  |  |          |  |  |                      |  |
|                          |   | …               | …                         |  |  |       |  |  |          |  |  |                      |  |
|                          |   | …               | …                         |  |  |       |  |  |          |  |  |                      |  |
| Emma di Normandia        |   | …               |                           |  |  |       |  |  |          |  |  |                      |  |
|                          | … | …               |                           |  |  |       |  |  |          |  |  |                      |  |
|                          | … | …               |                           |  |  |       |  |  |          |  |  |                      |  |
|                          | … | …               |                           |  |  |       |  |  |          |  |  |                      |  |
| …                        | … |                 |                           |  |  |       |  |  |          |  |  |                      |  |
|                          |   | …               | …                         |  |  |       |  |  |          |  |  |                      |  |
|                          |   | …               | …                         |  |  |       |  |  |          |  |  |                      |  |
|                          |   | …               | …                         |  |  |       |  |  |          |  |  |                      |  |
| Gunnora di Normandia     |   | …               |                           |  |  |       |  |  |          |  |  |                      |  |
|                          |   | …               | …                         |  |  |       |  |  |          |  |  |                      |  |
|                          |   | …               | …                         |  |  |       |  |  |          |  |  |                      |  |
|                          |   | …               | …                         |  |  |       |  |  |          |  |  |                      |  |
| …                        |   | …               |                           |  |  |       |  |  |          |  |  |                      |  |
|                          |   | …               | …                         |  |  |       |  |  |          |  |  |                      |  |
|                          |   | …               | …                         |  |  |       |  |  |          |  |  |                      |  |
|                          |   | …               | …                         |  |  |       |  |  |          |  |  |                      |  |
|                          |   | …               |                           |  |  |       |  |  |          |  |  |                      |  |

### Fonti primarie
- (LA)  Anglo-Saxon Chronicle.
- (LA)  Monumenta Germanica Historica, tomus III.
- (LA)  Monumenta Germaniae Historica, tomus XXIII.
- (LA)  Chronique de Robert de Torigni, abbé du Mont-Saint-Michel, vol I.
- (EN)  Dudo of St. Quentin's Gesta Normannorum Archiviato il 15 agosto 2009 in Internet Archive..
- (LA)  Ordericus Vitalis, Historia Ecclesiastica, vol. II.
- (LA)  Historiæ Normannorum Scriptores Antiqui.

### Letteratura storiografica
- Pauline Stafford. Queen Emma and Queen Edith: Queenship and Women's Power in Eleventh-century England 2001 Blackwell's
- Isabella Strachan. Emma: The Twice-crowned Queen of England in the Viking Age 2005 Peter Owen
- Harriet O'Brien. Queen Emma and the Vikings 2005 Bloomsbury U.S.A.
- William John Corbett, "L'Inghilterra dal 954 alla morte di Edoardo il Confessore", cap. X, vol. IV (La riforma della chiesa e la lotta tra papi e imperatori) della Storia del Mondo Medievale, 1999, pp. 255–298.
- William John Corbett, "L'evoluzione del ducato di Normandia e la conquista normanna dell'Inghilterra", cap. I, vol. VI (Declino dell'impero e del papato e sviluppo degli stati nazionali) della Storia del Mondo Medievale, 1999, pp. 5–55.